# Amin Tabatabai
Mohammed Amin Tabatabai (pers. محمدامین طباطبایی; ur. 5 lutego 2001 w Teheranie) – irański szachista, arcymistrz od 2018 roku. Wicemistrz Azji w szachach klasycznych 2018.

## Kariera szachowa
W 2009 zajął trzecie miejsce na mistrzostwach świata juniorów do lat 8 w szachach rozgrywanych w Antalyi, a w 2014 był srebrnym medalistą mistrzostw świata juniorów do lat 14 w szachach. Trzykrotnie reprezentował Iran na Młodzieżowych Olimpiadach Szachowych do lat 16, gdzie zdobył łącznie sześć medali, w tym dwa złote medale indywidualnie (w 2014 i 2015) oraz złoty medal drużynowy w 2015. 
Zdobył tytuł mistrza międzynarodowego w 2015, a tytuł arcymistrza w kwietniu 2018 r. Brał udział w trzech pucharach świata w szachach (2019, 2021 i 2023). Zajął 6. miejsce w cyklu turniejów FIDE Grand Prix 2022. Swój najwyższy ranking szachowy osiągnął w licpu 2024 – 2718, zajmując jednocześnie drugie miejsce wśród irańskich szachistów, po Parhamie Magsudlu (stan na wrzesień 2024).